# Condado de Washington (Nebraska)
El condado de Washington (en inglés: Washington County), fundado en 1854 y con su nombre en honor a George Washington, es un condado del estado estadounidense de Nebraska. En el año 2000 tenía una población de 18.780 habitantes con una densidad de población de 19 personas por km². La sede del condado es Blair.

## Geografía
Según la oficina del censo el condado tiene una superficie total de 1020 km² (393,8 mi²), de los que 1010 km² (390 mi²) son tierra y 10 km² (3,9 mi²) (0,83%) son agua.

## Condados adyacentes
- Condado de Burt - norte
- Condado de Harrison - noreste
- Condado de Pottawattamie - este
- Condado de Douglas - sur
- Condado de Dodge - oeste

## Demografía
Según el 2000 la renta per cápita media de los habitantes del condado era de 48.500 dólares y el ingreso medio de una familia era de 56.429 dólares. En el año 2000 los hombres tenían unos ingresos anuales 36.901 dólares frente a los 25.893 dólares que percibían las mujeres. El ingreso por habitante era de 21.055 dólares y alrededor de un 6.00% de la población estaba bajo el umbral de pobreza nacional.

### Localidades
- Arlington
- Blair
- De Soto (área no incorporada)
- Fontanelle
- Fort Calhoun
- Herman
- Kennard
- Nashville (área no incorporada)
- Orum (área no incorporada)
- Spiker (área no incorporada)
- Telbasta (área no incorporada)
- Washington

### Municipios
- Municipio 1
- Municipio 2
- Municipio 5
- Municipio 6
- Municipio 7

## Espacios protegidos
Los más importantes son el refugio nacional de vida salvaje de Boyer Chute y en parte el de DeSoto.